# Liste des membres de la 10e Chambre des communes d'Irlande du Nord
 (mai 2023).
Voici une liste des Membres du Parlement élus lors des élections générales de 1962 en Irlande du Nord. Les élections à la 10e Chambre des communes d'Irlande du Nord ont eu lieu le 31 mai 1962.
Tous les membres de la Chambre des communes d'Irlande du Nord élus aux élections générales de 1962 sont répertoriés.

## Membres
| Nom                      | Circonscription      | Parti | Parti             |
| ------------------------ | -------------------- | ----- | ----------------- |
| John Andrews             | Mid Down             |       | Ulster Unionist   |
| David Bleakley           | Belfast Victoria     |       | NI Labour         |
| Desmond Boal             | Belfast Shankill     |       | Ulster Unionist   |
| Billy Boyd               | Belfast Woodvale     |       | NI Labour         |
| Tom Boyd                 | Belfast Pottinger    |       | NI Labour         |
| Basil Brooke             | Lisnaskea            |       | Ulster Unionist   |
| Joseph Burns             | North Londonderry    |       | Ulster Unionist   |
| James Chichester-Clark   | South Londonderry    |       | Ulster Unionist   |
| Joseph Connellan         | South Down           |       | Nationalist       |
| William Craig            | Larne                |       | Ulster Unionist   |
| Harry Diamond            | Belfast Falls        |       | Republican Labour |
| Brian Faulkner           | East Down            |       | Ulster Unionist   |
| Gerry Fitt               | Belfast Dock         |       | Irish Labour      |
| William Fitzsimmons      | Belfast Duncairn     |       | Ulster Unionist   |
| Patrick Gormley          | Mid Londonderry      |       | Nationalist       |
| Thomas Gormley           | Mid Tyrone           |       | Nationalist       |
| Francis Hanna            | Belfast Central      |       | Ind. Labour Group |
| Isaac Hawthorne          | Central Armagh       |       | Ulster Unionist   |
| Cahir Healy              | South Fermanagh      |       | Nationalist       |
| William Hinds            | Belfast Willowfield  |       | Ulster Unionist   |
| Alexander Hunter         | Carrick              |       | Ulster Unionist   |
| Edward Warburton Jones   | City of Londonderry  |       | Ulster Unionist   |
| Herbert Victor Kirk      | Belfast Windsor      |       | Ulster Unionist   |
| David John Little        | West Down            |       | Ulster Unionist   |
| William Long             | Ards                 |       | Ulster Unionist   |
| Thomas Lyons             | North Tyrone         |       | Ulster Unionist   |
| Elizabeth Maconachie     | Queen's University   |       | Ulster Unionist   |
| Brian Maginess           | Iveagh               |       | Ulster Unionist   |
| Eddie McAteer            | Foyle                |       | Nationalist       |
| Ian McClure              | Queen's University   |       | Ulster Unionist   |
| Brian McConnell          | South Antrim         |       | Ulster Unionist   |
| William McCoy            | South Tyrone         |       | Ulster Unionist   |
| Dinah McNabb             | North Armagh         |       | Ulster Unionist   |
| Nat Minford              | Antrim               |       | Ulster Unionist   |
| Joseph Morgan            | Belfast Cromac       |       | Ulster Unionist   |
| William James Morgan     | Belfast Clifton      |       | Ulster Unionist   |
| Sheelagh Murnaghan       | Queen's University   |       | Ulster Unionist   |
| Ivan Neill               | Belfast Ballynafeigh |       | Ulster Unionist   |
| Robert Samuel Nixon      | North Down           |       | Ulster Unionist   |
| Roderick O'Connor        | West Tyrone          |       | Nationalist       |
| Phelim O'Neill           | North Antrim         |       | Ulster Unionist   |
| Terence O'Neill          | Bannside             |       | Ulster Unionist   |
| James O'Reilly           | Mourne               |       | Nationalist       |
| Edward George Richardson | South Armagh         |       | Nationalist       |
| Walter Scott             | Belfast Bloomfield   |       | Ulster Unionist   |
| Robert Simpson           | Mid Antrim           |       | Ulster Unionist   |
| Vivian Simpson           | Belfast Oldpark      |       | NI Labour         |
| Charles Stewart          | Queen's University   |       | Indépendant       |
| Joseph Francis Stewart   | East Tyrone          |       | Nationalist       |
| Norman Stronge           | Mid Armagh           |       | Ulster Unionist   |
| John Warnock             | Belfast St Anne's    |       | Ulster Unionist   |
| Harry West               | Enniskillen          |       | Ulster Unionist   |

## Changement
- 6 décembre 1962 : William Kennedy du Ulster Unionist Party remplace Joseph Morgan à Belfast Cromac.
- 1964 : Harry Diamond et Gerry Fitt deviennent membres fondateurs du Republican Labour Party.
- 9 mai 1964 : Samuel Magowan du Ulster Unionist Party remplace Brian Maginess à Iveagh.
- 30 juin 1964 : Austin Currie du Nationalist Party remplace Joseph Stewart à East Tyrone.
- 3 décembre 1964 : Basil Kelly du Ulster Unionist Party remplace John L. O. Andrews dans Mid Down.
- 19 juin 1965 : John Dobson du Ulster Unionist Party remplace David John Little à West Down.